# فهرست موزه‌های افغانستان
این فهرست موزه‌های افغانستان بر پایه شهر است.

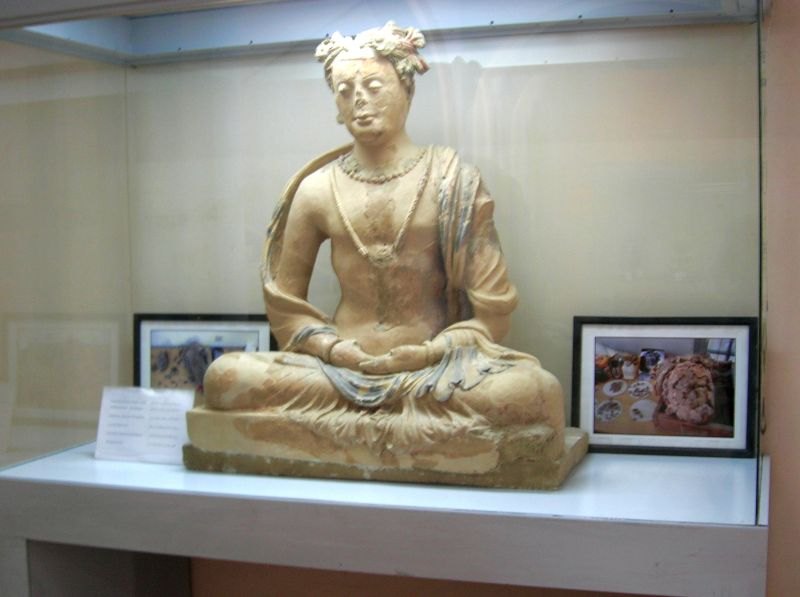
مجسمه‌ای در موزه ملی کابل

| راهنما |
| --- |
| - باستان‌شناسی - صنعتی - هنری - فرهنگی - سایت تاریخی - تاریخی (عمومی) - تاریخ نظامی - کتابخانه - زندگی‌نامه - تالار مشاهیر - بسته |

## غزنی
- موزه هنرهای اسلامی

## هده
- موزه ولایت ننگرهار

## هرات
- موزه ملی هرات
- موزه جهاد

## کابل
- موزیم ملی افغانستان
- موزه مین اوام‌ای‌آر

## قندهار
- موزه ولایت قندهار

## مزار شریف
- موزه ولایت بلخ